# Olallamys
Olallamys is een geslacht van zoogdieren uit de familie van de stekelratten (Echimyidae). De wetenschappelijke naam van het geslacht werd in 1988 gepubliceerd door Louise Emmons.

## Soorten
Er worden 2 soorten in dit geslacht geplaatst:
- Olallamys albicauda (Günther, 1879)
- Olallamys edax (O. Thomas, 1916)